# Болландисти
Болландисти — католицька конгрегація, що складається переважно з учених-єзуїтів, що займається збиранням, твором і виданням Житій святих і манускриптів. Отримали назву по імені одного із засновників Жана Болланда.
Випускали «Acta Sanctorum» (1643—1794), збори яких було розпочато Гербертом Росвеєм і Жаном Болландом. Антверпенський єзуїт Росвей зібрав величезну кількість манускриптів і припускав видати житія всіх святих, розподіливши матеріал на 18 частин (2 для життєпису Ісуса і Марії, 1 для свят святих, 12 для їх житій, 3 для мартирологів, приміток і вказівок), але встиг провести лише попередні роботи і в 1624 помер. Двоє учнів останнього, Годфруа Генш (1600—1681) і Даніель Папеброх (1628—1714), продовжували роботу Болланда з таким же завзяттям.